# Caroline Lötscher
Caroline Lötscher (* 1974 in Zug, heimatberechtigt in Zug und Marbach LU) ist eine Schweizer Gestalterin, Szenografin und Künstlerin.

## Leben
Lötscher absolvierte von 1990 bis 1994 eine Lehre als Typografin bei Villiger Druck AG in Sins. 1996–1998 machte sie eine Weiterbildung an der Allgemeinen Berufsschule Zürich und schloss als eidg. dipl. Typografische Gestalterin ab. 1994–1999 arbeitete sie in verschiedenen Werbe- und Grafikateliers in Zürich und Zug. 2006–2014 arbeitete sie im Teilpensum für den Aufbau und die Digitalisierung des Dokumenten- und Bildarchivs bei der Denkmalpflege des Kantons Zug. 2008–2015 war sie Mitglied der Kulturkommission der Stadt Zug und von 2014 bis 2019 Vorstandsmitglied beim Zuger Heimatschutz.
Seit 1999 betreibt Lötscher ein eigenes Atelier für Typografische Gestaltung in Zug, zusammen mit Ueli Kleeb. 1999 gründete sie zusammen mit Ueli Kleeb, Andreas Hertach, Michael van Orsouw und später Mark Livingston das Künstlerkollektiv «DNS-Transport» (Ausstellungen/Publikationen/Kunst).
Seit 2008 ist Lötscher für die Wiederbelebung der Chriesikultur in der Region Zug aktiv.
2013 eröffnete sie zusammen mit Ueli Kleeb in Zug das «Zuger Kirschtorten Museum», zum 100-jährigen Jubiläum der Zuger Kirschtorte realisierte sie 2015 die «Zuger Kirschtorten Meile». 2017 gab sie zusammen mit Ueli Kleeb und diversen Mitautoren das 600-seitige Buch «CHRIESI, Kirschenkultur rund um Zugersee und Rigi» heraus..

## Ausstellungen (Auswahl)
2005 realisierte Lötscher zusammen mit Ueli Kleeb und Mark Livingston den Beromünster-Radioweg, eine Inszenierung mit sieben in der Landschaft platzierten Radiokästen entlang eines Wanderweges vom Dorf Beromünster hinauf zum historischen Sendeturm. Aus den Radios ertönen per Knopfdruck wahlweise drei verschiedene Hörspiele, die regelmässig erneuert werden.
In Zusammenarbeit mit dem Kunsthaus Zug und dem Museum für Gestaltung Zürich und zusammen mit Ueli Kleeb und Martino Stierli realisierte Lötscher 2006 die Ausstellung «Haettenschweiler: Schriften für die Welt, Logos für Zug» im mobilen Container, der in Zug und in Zürich Halt machte. Szenografisch inszeniert wurden diverse Original-Entwürfe der handgezeichneten Schriften sowie einige prägende Logos des Zuger Grafikers Walter Haettenschweiler (1933–2014).
In Zusammenarbeit mit dem Kunsthaus Zug, dem Museum für Gestaltung Zürich und Leventina Turismo und zusammen mit Ueli Kleeb und Karl Kobelt realisierte Lötscher 2009 die Ausstellung «Max Huber – il ragazzo di Baar: Grafik, Swing und Leidenschaft». Im mobilen Container gezeigt wurden Plakate und die wichtigsten Stationen im Leben und Werk des Baarer Grafikers Max Huber (1919–1992). Der Container machte Halt in Baar, in Zürich und auf dem Passo del San Gottardo.
2008–2017 lancierte Lötscher zusammen mit Ueli Kleeb die Installation ZEITBILD in der Stadt Zug. 50 grossformatige historische Bildtafeln wurden genau an denselben Orten montiert, an denen sie einst aufgenommen wurden und zeigten so im direkten Vergleich auf, wie stark sich die Stadt seit 1873 verändert hat. Fokussiert wurden der Wandel der Baukultur und der Umgang mit Gebäuden, Plätzen und Strassen. Erzählt wurde Bau-, Kunst-, Sozial- und Wirtschaftsgeschichte, welche die städtischen Räume prägt. Daraus resultierten die beiden Publikationen ZEITBILD (2017) und ZEITBILD-COLOR (2020).

## Plakate (Auswahl)
- mit Ueli Kleeb: «Zivilisations-Maschine 2000», Format F4, 2000, (für die Plakatkunst-Ausstellung im Goethe-Institut in Santiago de Chile/CL), Hg. DNS-Transport, Zug.[21]
- mit Ueli Kleeb: «Memento-Mori», Format F4, 2000, (als Erinnerung an die eisenzeitlichen Funde und die bemalten Schädelknochen im römisch-katholischen Beinhaus von Hallstatt/AT), Hg. DNS-Transport, Zug.[22]
- mit Ueli Kleeb: «DESASTRE-2001», grau und rot, Format F4, 2001, (anlässlich der traurigen Ereignisse im Schwarzen Herbst 2001 in der Schweiz), Hg. DNS-Transport, Zug.[23]
- mit Ueli Kleeb: «SOUVENIR-Zug/Berlin», sechsteilig, Format F4, 2001, (als Versuch einer automatisierten und maschinellen Herstellung von Gestaltungsplakaten für das Plakat- und Ausstellungsprojekt SOUVENIR-Zug/Berlin 2001), Format F4, 2001, Hg. DNS-Transport, Zug.[24]
- mit Ueli Kleeb: «Verpönte Töne», Format F4, 2005, (für das Projekt «Die Goldenen 20er» mit goldenen Dolendeckeln und Tönen aus dem Untergrund in allen 5 Innerschweizer Hauptorten), Hg. DNS-Transport, Zug.[25]
- mit Ueli Kleeb: «HAETTENSCHWEILER», Format F4, 2006, (für die Ausstellung «Haettenschweiler: Schriften für die Welt, Logos für Zug»), Hg. DNS-Transport, Zug.[26]
- mit Ueli Kleeb: «BRRRRRAUCHTUM?», Format F4, 2006, (für die Ausstellung «Brrrrrauchtum? 10 Jahre Einachser-Rennen Neuheim»), Hg. DNS-Transport, Zug.[27]

## Publikationen (Auswahl)
- mit Ueli Kleeb: «Zuger Rötel», 2023 (Website über den Traditionsfisch), Hg. DNS-Transport, Zug.[28][29][30]
- mit Ueli Kleeb: «ZEITBILD COLOR: Zug, 1873–2016», 2020 (100 Vergleichsbilder, koloriert), Hg. DNS-Transport, Zug.[31]
- mit Ueli Kleeb, Michael van Orsouw, Regine Giesecke: «ZEITBILD: Zug, 1873–2016», 2017 (100 Vergleichsbilder, mit Texten), Hg. DNS-Transport, Zug/Amt für Denkmalpflege und Archäologie Kanton Zug/Stadt Zug.[32]
- mit Ueli Kleeb, Michael van Orsouw, Atlant Bieri, Sabine Windlin, Andri Pol, Jasmin Huber: «CHRIESI, Kirschenkultur rund um Zugersee und Rigi», 2017 (Standardwerk zur 600-jährigen Geschichte der regionalen Chriesikultur), Hg. DNS-Transport, Zug/Edition Victor Hotz, Steinhausen.[33][34]

## Preise und Auszeichnungen (Auswahl)
- 2025: Aufnahme der Website www.zuger-roetel.ch ins Schweizer Webarchiv der Nationalbibliothek Bern.
- 2024: Aufnahme der Website www.dns-transport.ch ins Schweizer Webarchiv der Nationalbibliothek Bern.
- 2019: Auszeichnung Gold, «Swiss Print Award 2019» für das Buch «CHRIESI, Kirschenkultur rund um Zugersee und Rigi».
- 2018: Lebkuchenehrung 2018 für das Projekt «1000 Kirschbäume für Zug» und Eintrag ins «Goldene Buch der Stadt Zug».
- 2016: Auszeichnung «Zacharias-Kommunikationspreis Deutschland 2016» in Stuttgart für Treichler, Erfinderhaus der Zuger Kirschtorte.
- 2013: Der «Beromünster-Radioweg» wird offiziell zum «Kulturweg der Schweiz».
- 2013: Nomination «German Design Award 2013».
- 2010: Auszeichnung «100 beste Plakate 2010 aus Deutschland, Österreich und der Schweiz».
- 2009: Nomination «Designpreis der Bundesrepublik Deutschland 2009».
- 2006: Auszeichnung «100 beste Plakate 2006 aus Deutschland, Österreich und der Schweiz».
- 2006: «Auszeichnung guter Bauten im Kanton Zug 1996–2005» für die Signaletik des Ökihofs «Furenmatt» bei Cham.
- 2005: Auszeichnung «100 beste Plakate 2005 aus Deutschland, Österreich und der Schweiz».
- 2005: Auszeichnung «Förderpreis des Kantons Zug für angewandte Kunst 2005» für Caroline Lötscher.
- 2004: Auszeichnung Gold, «Swiss Poster Award 2004» für das Plakatprojekt «SOUVENIR-Zug/Berlin».
- 2003/2004: Atelierstipendium des Kantons Zug in Berlin.
- 2003: Aufnahme der künstlerischen Plakate von DNS-Transport in die Sammlung des Musée de la Publicité im Palais du Louvre Paris.